# Тагере-Хатун
Тагере-Хатун (перс. طاهره خاتون) — село в Ірані, у дегестані Баят, у бахші Новбаран, шагрестані Саве остану Марказі. За даними перепису 2006 року, його населення становило 259 осіб, що проживали у складі 105 сімей.

## Клімат
Середня річна температура становить 12,09°C, середня максимальна – 31,32°C, а середня мінімальна – -9,90°C. Середня річна кількість опадів – 266 мм.
| Клімат поселення                              | Клімат поселення | Клімат поселення | Клімат поселення | Клімат поселення | Клімат поселення | Клімат поселення | Клімат поселення | Клімат поселення | Клімат поселення | Клімат поселення | Клімат поселення | Клімат поселення | Клімат поселення |
| Показник                                      | Січ.             | Лют.             | Бер.             | Квіт.            | Трав.            | Черв.            | Лип.             | Серп.            | Вер.             | Жовт.            | Лист.            | Груд.            |                  |
| Середній максимум, °C                         | 6,46             | 8,03             | 12,98            | 19,16            | 24,09            | 30,00            | 31,32            | 30,94            | 26,32            | 20,08            | 13,30            | 7,36             |                  |
| Середня температура, °C                       | −1,71            | −0,16            | 4,80             | 10,99            | 15,91            | 21,82            | 25,35            | 24,95            | 20,35            | 14,12            | 7,33             | 1,40             |                  |
| Середній мінімум, °C                          | −9,9             | −8,34            | −3,39            | 2,80             | 7,72             | 13,65            | 19,39            | 18,99            | 14,37            | 8,14             | 1,35             | −4,57            |                  |
| Норма опадів, мм                              | 36               | 36               | 48               | 37               | 29               | 4                | 1                | 1                | 0                | 12               | 24               | 38               |                  |
| Середньомісячна швидкість вітру, м/с          | 1.57             | 2.18             | 3.14             | 3.20             | 2.80             | 2.63             | 2.80             | 2.59             | 2.38             | 2.24             | 1.89             | 1.74             |                  |
| Середньомісячна сонячна радіація, кДж/м²·день | 8828             | 11632            | 14258            | 17908            | 21985            | 26412            | 25730            | 23640            | 20117            | 14622            | 10603            | 8515             |                  |
| --------------------------------------------- | ---------------- | ---------------- | ---------------- | ---------------- | ---------------- | ---------------- | ---------------- | ---------------- | ---------------- | ---------------- | ---------------- | ---------------- | ---------------- |
| Джерело:                                      |                  |                  |                  |                  |                  |                  |                  |                  |                  |                  |                  |                  |                  |